# Tetracera akara
Tetracera akara är en tvåhjärtbladig växtart som först beskrevs av Nicolaas Laurens Nicolaus Laurent Burman, och fick sitt nu gällande namn av Elmer Drew Merrill. Tetracera akara ingår i släktet Tetracera och familjen Dilleniaceae. Inga underarter finns listade i Catalogue of Life.